# FANCE
FANCE‏ (FA complementation group E) هوَ بروتين يُشَفر بواسطة جين FANCE في الإنسان.